# Capolago
Capolago é uma comuna da Suíça, no Cantão Tessino, com cerca de 741 habitantes. Estende-se por uma área de 2,14 km², de densidade populacional de 346 hab/km². Confina com as seguintes comunas: Melano, Mendrisio, Riva San Vitale.
A língua oficial nesta comuna é o Italiano.